# Bistolida stolida
Bistolida stolida, tên tiếng Anh: stolid cowrie, là một loài ốc biển, là động vật thân mềm chân bụng sống ở biển trong họ Cypraeidae, họ ốc sứ.

## Phụ loài
Các phân loài sau được công nhận:
- Bistolida stolida brianoi Lorenz, 2002[2]
- Bistolida stolida clavicola Lorenz, 1998[3]
- Bistolida stolida crossei (Marie, E., 1869)[4] (đồng nghĩa: Bistolida nandronga Steadman, W.R. & B.C. Cotton, 1943; Bistolida stolida crossei thakau (f) Steadman, W.R. & B.C. Cotton, 1943)
- Bistolida stolida kwajaleinensis (Martin, P. & J. Senders, 1983)[5]
- Bistolida stolida rubiginosa (Gmelin, J.F., 1791)[6]
  - forma: Bistolida stolida rubiginosa rufodentata (f) Biraghi, G., 1976[7]
- Bistolida stolida salaryensis Bozzetti, 2008[8]
  - forma: Bistolida stolida salaryensis fulva (f) Bozzetti, L., 2009[9]
- Bistolida stolida stolida (Linnaeus, 1758)[10] (đồng nghĩa: Cypraea draco Röding, P.F., 1798; Cypraea gelasima Melvill, J.C., 1888; Cypraea irvinae Cox, J.C., 1889)
  - forma: Bistolida stolida stolida vietnamensis (f)[11]
- Bistolida stolida uvongoensis Massier, 2004

## Phân bố
Loài này và các phân loài của nó phân bố ở biển dọc theo Aldabra, Chagos, Comoros, Kenya, Madagascar, vùng bể Mascarene, Mauritius, Mozambique, Réunion, Seychelles, Nam Phi, Tanzania, ở Ấn Độ Dương, miền trung Thái Bình Dương ở Kwajalein Atoll và quần đảo Marshall, Melanesia và dọc theo Việt Nam và Úc.

## Hình ảnh

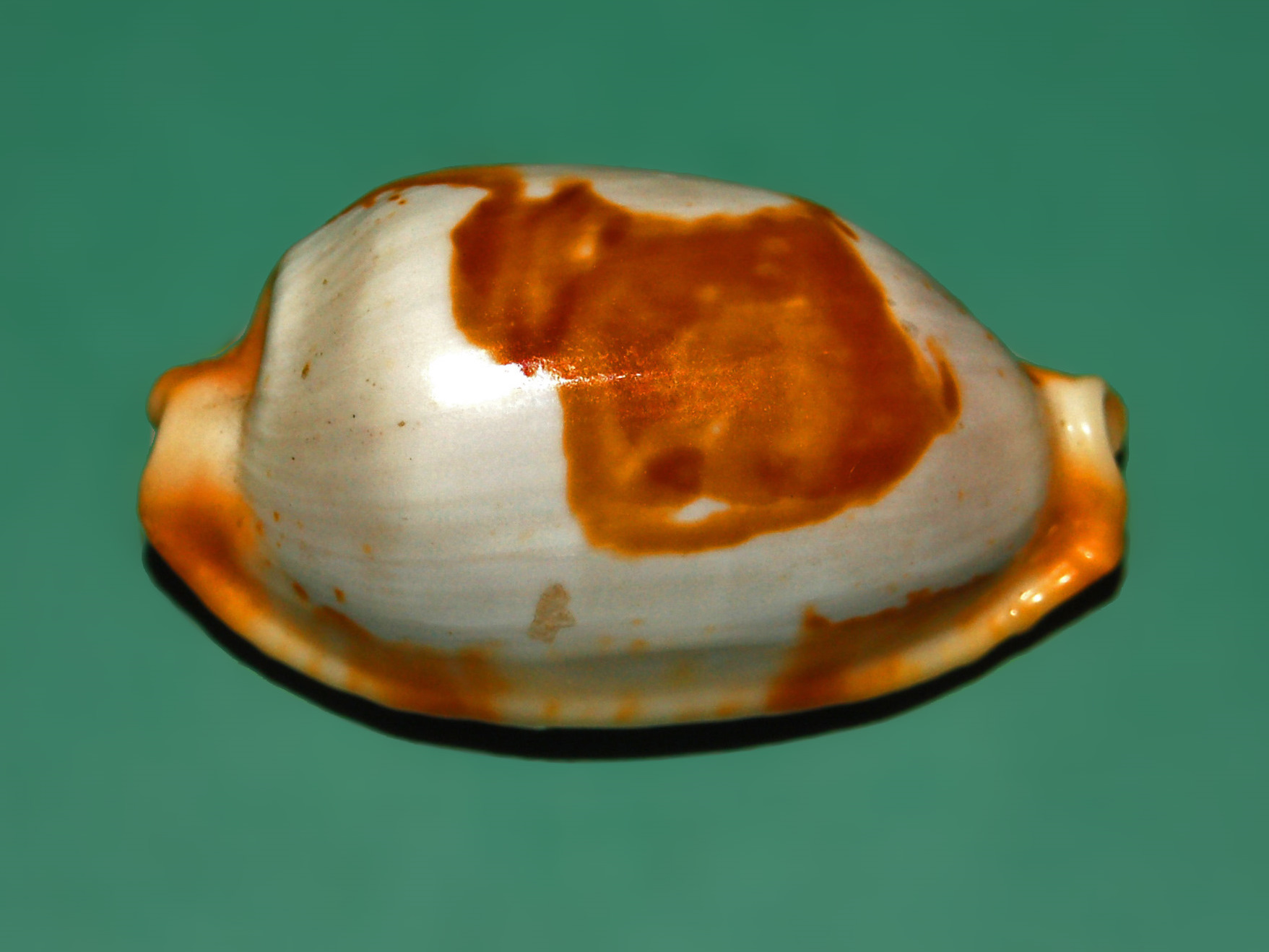
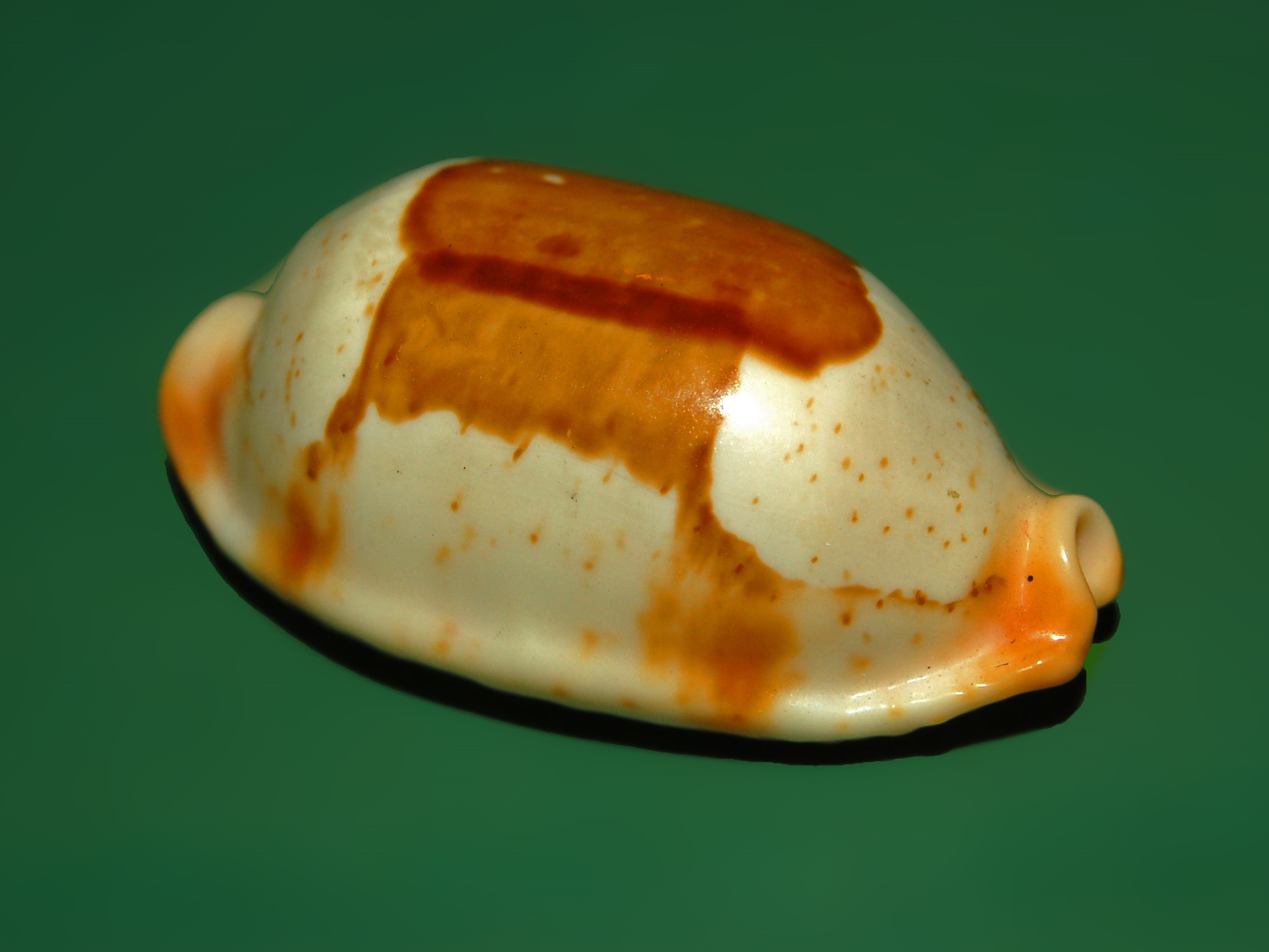